# برايان رودريغيز
برايان رودريغيز (بالإسبانية: Brian Rodríguez)‏ هو لاعب كرة قدم أوروغواياني، ولد في 20 مايو 2000 في ترانكويراس ‏ في الأوروغواي. شارك مع منتخب أوروغواي تحت 20 سنة لكرة القدم. أما مع النوادي، فقد لعب مع بنيارول.

## وصلات خارجية
- برايان رودريغيز على موقع الدوري الأمريكي (الإنجليزية)
- برايان رودريغيز على موقع قاعدة بيانات كرة القدم.إي يو (الإنجليزية)
- برايان رودريغيز على موقع ناشيونال فوتبول تيمز (الإنجليزية)
- برايان رودريغيز على موقع Soccerway.com (الإنجليزية)
- برايان رودريغيز على موقع عالم كرة القدم.نت (الإنجليزية)